# Tossal del Floro
El Tossal del Floro és una muntanya de 364 metres que es troba al municipi de Corbera d'Ebre, a la comarca de la Terra Alta.